# ニロ・ハロネン
ニロ・ハロネン（Niilo Halonen、1940年12月25日 - 2025年8月17日まで）は、フィンランド南スオミ州・キュメンラークソ県コウヴォラ出身の元スキージャンプ選手。

## プロフィール
19歳で出場した1960年のスコーバレーオリンピックで東ドイツのヘルムート・レクナゲルに次いで銀メダルを獲得。
また、1962年ノルディックスキー世界選手権（ポーランド、ザコパネ）では90m級で銅メダルを獲得した。
1967年に引退するまでしばしば国際大会で上位入賞したが優勝はできなかった。1964年のジャンプ週間ガルミッシュ＝パルテンキルヒェンで2位となったのが最高位である。
現役引退後、ハロネンはフィンランドスキー連盟で活動し、1992年までFISのコーディネーターを務めた。1997年トロンハイム世界選手権では審判を務めた。
2025年8月17日までに死去。84歳没。